# BK Dinamo Sankt Peterburg
Dinamo je klub iz Sankt Peterburga osnovan 2004.Osvojio je FIBA Eurokup 2005.
Rasformiran je 2006. godine.

## Uspjesi
FIBA Eurokup
- Pobjednik: 2005.

Rusko prvenstvo
- Trećeplasirani: 2006.